# Perdue (film, 1919)
Pour les articles homonymes, voir Perdue (homonymie).
Perdue est un  film muet français écrit réalisé par Georges Monca, sorti en 1919.

## Fiche technique
- Titre : Perdue
- Réalisation : Georges Monca
- Scénario : Georges Monca, d'après le roman Perdue d'Henry Gréville (Alice Fleury-Durand), publié par Plon et Nourrit en 1881.
- Distribution : Pathé Cinéma
- Genre : Comédie dramatique, Mélodrame
- Durée : 55 minutes
- Date de sortie 
  -  France - 12 septembre 1919 à Paris, au cinéma Omnia-Pathé.

## Fiche artistique
- Maria Fromet : Marcelle Monfort, une petite fille ballottée entre divers parents d'accueil depuis qu'elle a vu mourir sa mère sous ses yeux à l'âge de trois ans
- René Alexandre : Simon Monfort, son père qui, ruiné, est parti aux Amériques
- Gina Relly : Louise Jalin, la fille de Mma Jalin, jalouse de Marcelle
- Maggy Delval : Madame Jalin, une blanchisseuse qui a recueilli Marcelle après la mort de sa mère
- Catherine Fonteney : Herminie de Beaurenon, une brave femme qui recueille un temps Marcelle
- Germaine Rouer : Madeleine Monfort, la maman de la petite Marcelle